# پاتریک واربرتون
پاتریک واربرتون (انگلیسی: Patrick Warburton؛ زاده ۱۴ نوامبر ۱۹۶۴) هنرپیشه اهل ایالات متحده آمریکا است. وی از سال ۱۹۸۶ میلادی تاکنون مشغول فعالیت بوده‌است.

## گزیده فیلم‌شناسی

### سینمایی
- سوزاننده‌ها (۱۹۹۱)
- بشقاب (۲۰۰۰)
- جیغ ۳ (۲۰۰۰)
- زندگی جدید امپراتور (۲۰۰۰)
- استتار (۲۰۰۱)
- جو یه کسی (۲۰۰۱)
- مردان سیاه‌پوش ۲ (۲۰۰۲)
- خانه‌ای در مزرعه (۲۰۰۴)
- ریباند (۲۰۰۵)
- جوجه کوچولو (۲۰۰۵)
- استووی گریفن: داستان ناگفته (۲۰۰۵)
- زندگی جدید کرانک (۲۰۰۵)
- شنل‌قرمزی (۲۰۰۵)
- دنیای وحش
- فصل شکار (۲۰۰۶)
- فیلم زنبور (۲۰۰۷)
- آندرداگ (۲۰۰۷)
- اسمارت را بگیر (۲۰۰۸)
- میمون‌های فضایی ۲ (۲۰۱۰)
- فلیکا ۲ (۲۰۱۰)
- شنل‌قرمزی ۲ (۲۰۱۱)
- تد (۲۰۱۲)
- فیلم ۴۳ (۲۰۱۳)
- بازی آرام نقش (۲۰۱۴)
- رقص مدرسه (۲۰۱۴)
- قهرمان اکشن (۲۰۱۴)
- فراتر از فراتر (۲۰۱۴)
- آقای پیبادی و شرمن (۲۰۱۴)
- بازی آرام نقش (۲۰۱۴)
- رفتار بد (۲۰۱۴)
- لری گی (۲۰۱۵)
- بهتره مراقب باشی (۲۰۱۶)
- بیسکوییت باغ‌وحشی (۲۰۱۷)
- ارث (۲۰۲۰)
- تیم فک‌ها (۲۰۲۱)

### تلویزیونی
- ساینفلد (۱۹۹۵–۹۸)
- مجتمع آپارتمانی (۱۹۹۹)
- مرد خانواده (۱۹۹۹–۲۰۰۳، ۲۰۰۵–اکنون)
- دنیای مالکوم (۲۰۰۲)
- قواعد نامزدی (۲۰۱۳–۲۰۰۷)
- والدین نسبتاً عجیب و غریب (۲۰۰۹)
- کلیولند شو (۲۰۰۹–۲۰۱۰)
- کید در برابر کت (۲۰۱۱)
- آرچر (۲۰۱۱)
- پنگوئن‌های ماداگاسکار (۲۰۱۲)
- مجموعه حوادث ناگوار (۲۰۱۷–اکنون)
- مأموران شیلد (۲۰۱۸)